# Delilah (sång av Tom Jones)
"Delilah" är en låt inspelad av Tom Jones i december 1967, och utgiven som singel i februari 1968. Låttexten skrevs av Barry Mason, och musiken av Les Reed. Senare har även Sylvan Whittingham delvis erkänts som delaktig till texten. Låten kom att bli en av de kändaste låtar Tom Jones spelade in, den nådde hög placering på de flesta västerländska singellistorna.
Låttexten är en mörk historia om otrohet. Den handlar om en man som upptäcker sin flickvän eller fru Delilah, vilken han är besatt av, med en annan man. Han vänter sedan utanför hennes hem en hel natt för att konfrontera henne efter att älskaren försvunnit. Det hela slutar med att han knivmördar henne bara för att sedan vänta på att polisen kommer och slår in dörren. Musikaliskt går låten i något av en flamencostil, även om texten inte uttryckligen utspelar sig i Spanien. Låten ska ha varit inspirerad av musikalen Carmen Jones.
Låten har medtagits i flera filmer så som Edward Scissorhands och American Hustle.
Delilah har under flera decennier sjungits av publiken under rugbymatcher i Wales. Under 2010-talet har detta ifrågasatts då låttexten ansetts glorifiera kvinnovåld. Tom Jones har sagt om texten att den inte är gjord som "politisk kommentar", och att den handlar om "en man som tappar det, det är sådant som händer i livet". Labourpolitikern Chris Bryant menade att den inte längre borde sjungas vid Rugbymatcher.

## Listplaceringar
| Lista (1968)   | Position               |
| -------------- | ---------------------- |
| Australien     | 3 (Go Set)             |
| Danmark        | 3 (DR "Top 20")        |
| Finland        | 1                      |
| Flandern       | 1                      |
| Frankrike      | 1                      |
| Irland         | 1                      |
| Kanada         | 5 (RPM)                |
| Nederländerna  | 1                      |
| Norge          | 2 (VG-lista)           |
| Nya Zeeland    | 2 (NZ Listner)         |
| Schweiz        | 1                      |
| Spanien        | 1                      |
| Storbritannien | 2                      |
| Sverige        | 2 (Kvällstoppen)       |
| USA            | 15 (Billboard Hot 100) |
| Vallonien      | 1                      |
| Västtyskland   | 1                      |
| Österrike      | 3                      |